# Pieczarki (Skamieniałe Miasto)

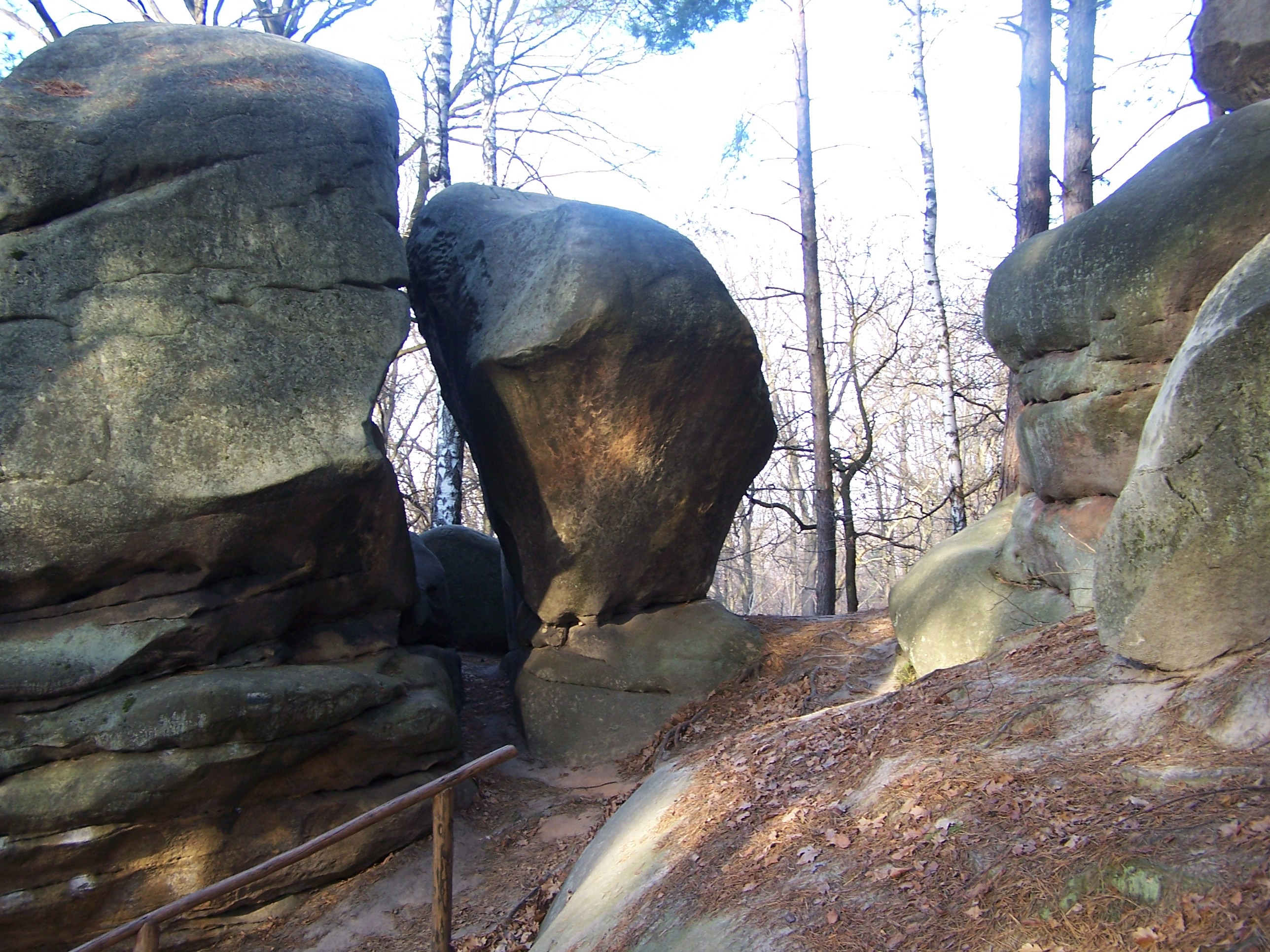
Pieczarki

Pieczarki – kilka ostańców w Grupie Borsuka w rezerwacie przyrody Skamieniałe Miasto na Pogórzu Ciężkowickim w miejscowości Ciężkowice w województwie małopolskim, w powiecie tarnowskim, w gminie miejsko-wiejskiej Ciężkowice. Znajdują się zaraz powyżej skały Orzeł.
Nazwa skał nawiązuje do ich kształtu, przypominającego młode pieczarki. Najwybitniejszą z nich, o kształcie maczugi nazywa się także „Flakonem”. Obok Pieczarek prowadzi znakowany szlak turystyczny. Wędrówkę nim można rozpocząć od parkingu znajdującego się w odległości około 1 km od centrum Ciężkowic, po lewej stronie drogi wojewódzkiej nr 977 z Tarnowa do Gorlic.
Pieczarki, podobnie, jak wszystkie pozostałe skały w Skamieniałym Mieście zbudowane są z piaskowca ciężkowickiego. Wyodrębnił się w okresie polodowcowym w wyniku selektywnego wietrzenia. Najbardziej na wietrzenie narażone były płaszczyzny spękań ciosowych, przetrwały zaś fragmenty najbardziej odporne na wietrzenie. Doprowadziło to do powstania różnorodnych, izolowanych od siebie form skałkowych. W procesie ich powstawania odegrały rolę również powierzchniowe ruchy grawitacyjne i obrywy, które powodowały przemieszczenia się niektórych ostańców i ich wychylenia od pionu.
W przewodniku wspinaczkowym G. Rettingera nie ma skał o nazwie Pieczarki. Zamiast nich są skały Mała Baszta, Flakon i Jajo. Nadają się do uprawiania boulderingu, ale wspinanie się w obrębie rezerwatu jest zabronione.